# Risorgiva
Una risorgiva, o fontanile, è una sorgente di acqua dolce di origine naturale (o talvolta fatta emergere dall'uomo) tipica dei terreni di fondovalle o di pianura alluvionale, in aree dotate di falde acquifere non troppo profonde né eccessivamente salate. L'uso del termine risorgiva è corretto quando l'affioramento è spontaneo, mentre si dovrebbe usare il termine fontanile quando l'affioramento è di origine antropica. La sovrapposizione dei due termini deriva dal fatto che spesso i fontanili venivano scavati in aree già interessate da risorgive. I fontanili o risorgive sono caratterizzati da flora e fauna tipiche.

## Struttura

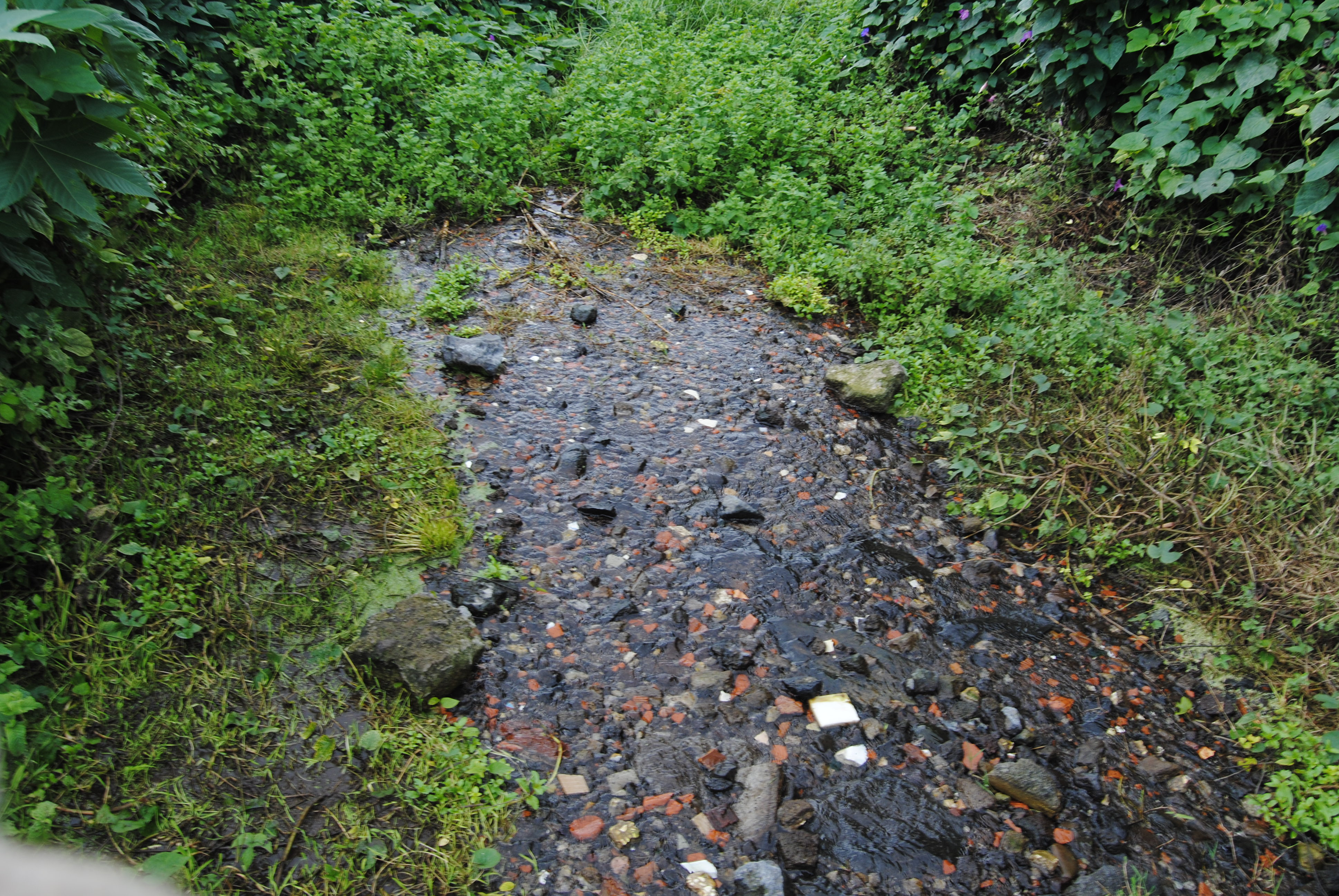
Una delle quindici risorgive alla base del Monte San Paolillo, Catania.

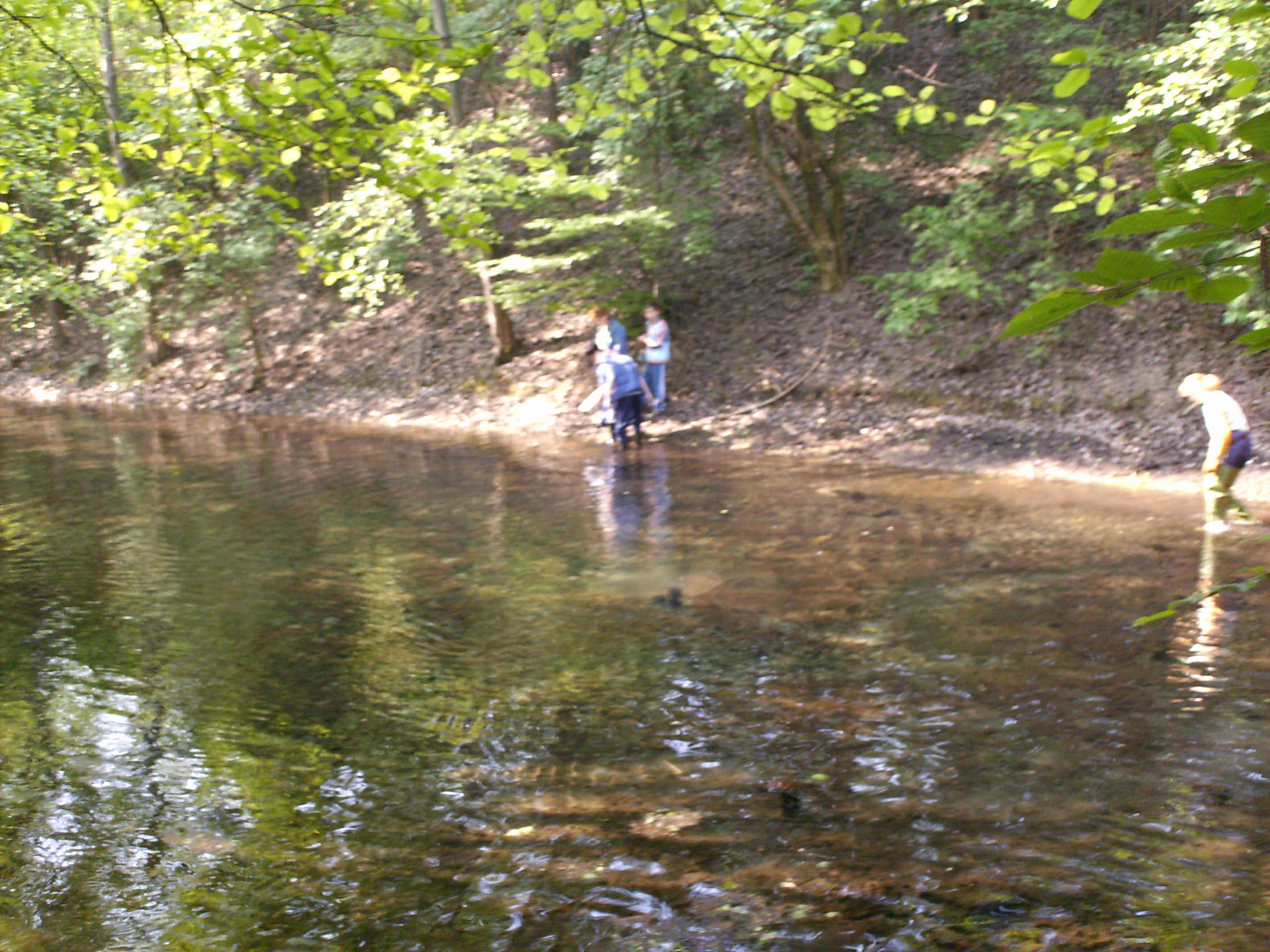
Fontanile di Bareggio, in provincia di Milano

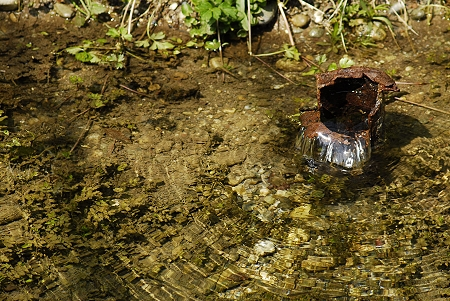
Fontanile Maccherone in provincia di Cremona

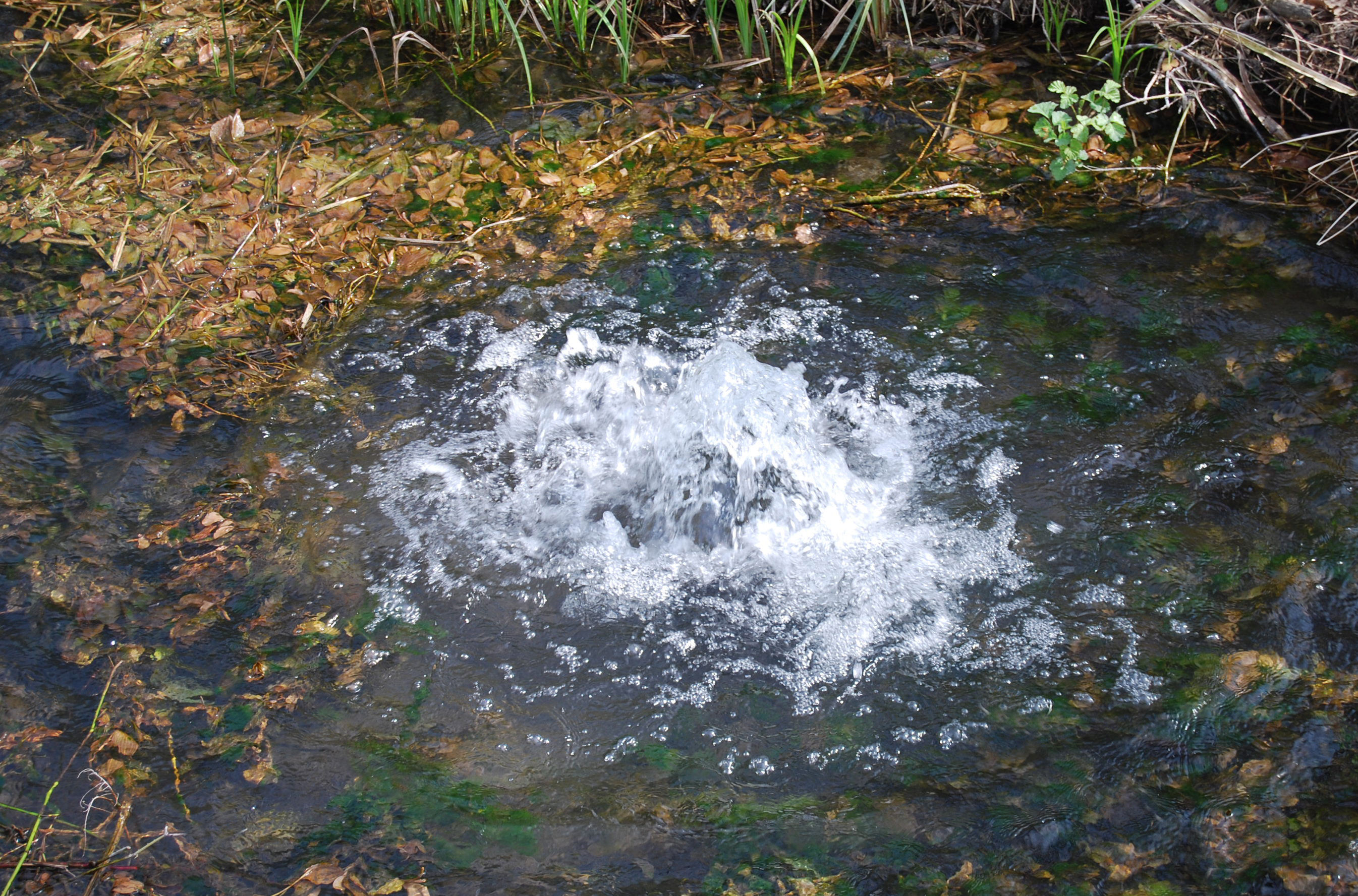
Fontanile a Castel Goffredo (MN), in Pianura Padana

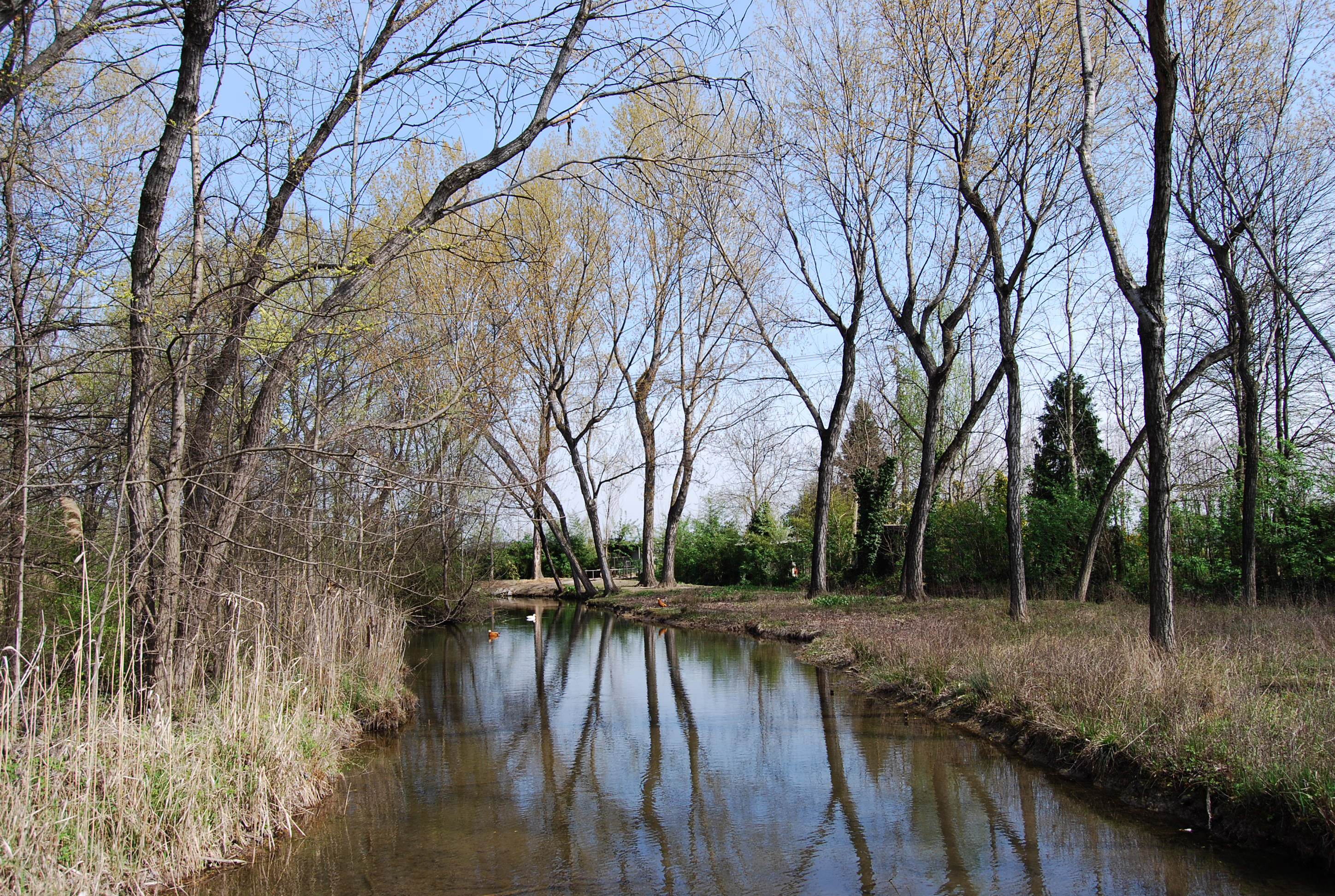
Zona dei fontanili a Castel Goffredo (MN), in Pianura Padana

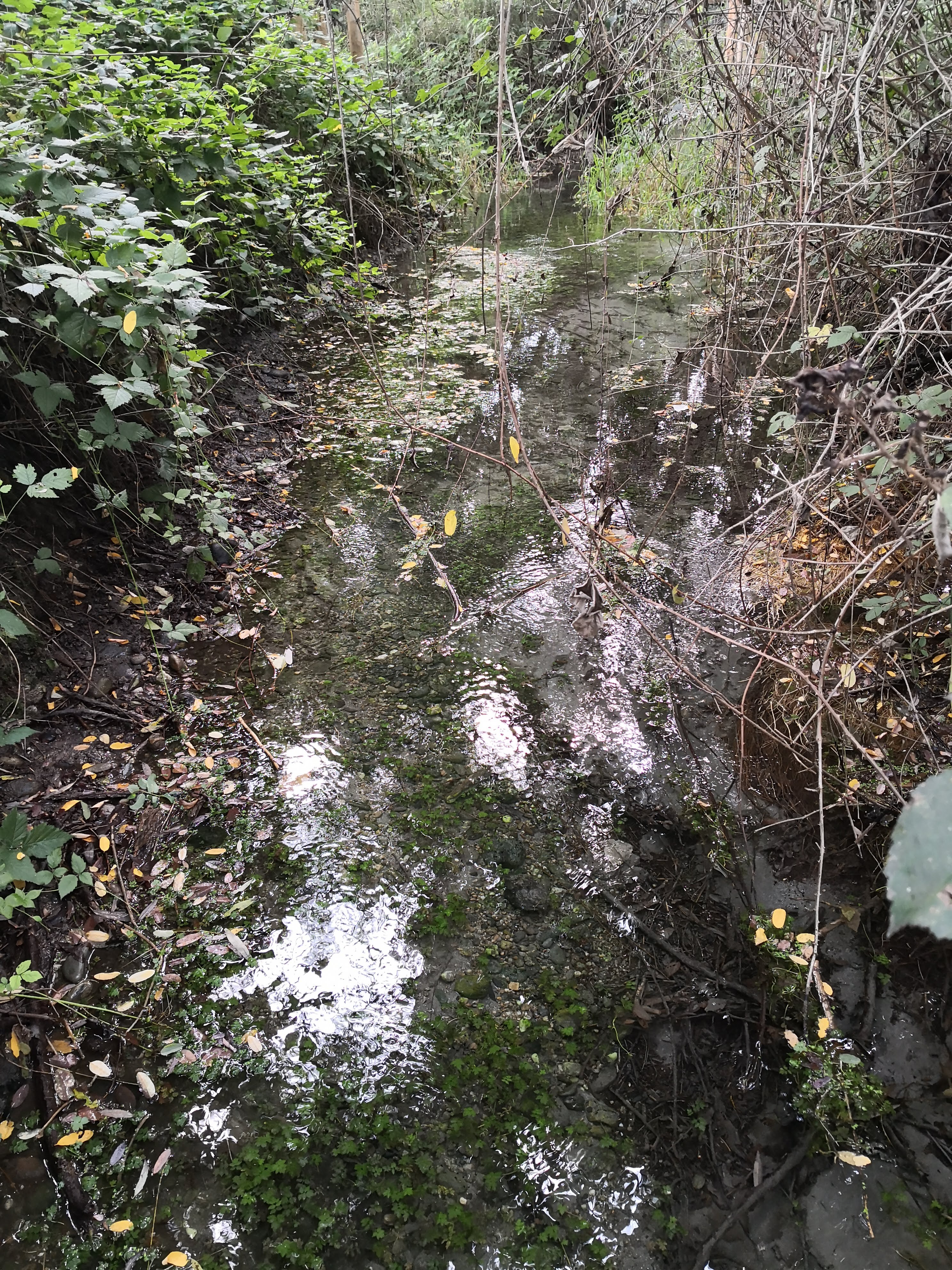
Una sorgente di acqua fredda e limpida alimenta questo ruscello nelle campagne di Vigone (TO).

Le risorgive hanno da sempre catturato l'attenzione dell'uomo e, sebbene non esistano molte documentazioni specifiche sul loro uso massiccio, non si può escludere che esse abbiano avuto un ruolo fondamentale per l'approvvigionamento idrico di piccole comunità rurali.
L'archeologia ha dimostrato come molte risorgive costituissero un rischio per lo sviluppo urbano antico e non sono infrequenti, in antico, le condutture realizzate per far defluire l'acqua e, nel contempo, renderla utile per la vita della comunità.
Le acque piovane e fluviali che, trovando terreno molto permeabile, penetrano in profondità nel sottosuolo, formando una falda freatica, possono tornare in superficie in corrispondenza di terreni impermeabili.
L'acqua che fuoriesce da fontanili e risorgive presenta una temperatura costante compresa fra i 9 - 10 °C in inverno e i 12 - 15 °C in estate.
Nella Pianura Padano-Veneta i livelli permeabili sono formati dalle ghiaie delle mega-conoidi alluvionali dell'alta pianura, mentre quelli impermeabili sono costituiti dai depositi di esondazione, formati da limo ed argilla della bassa pianura.
L'acqua, che sgorga spontaneamente o la cui sorgente viene individuata e scavata a poca profondità, emerge in quella che viene definita "testa" del fontanile e poi viene incanalata nella cosiddetta "asta", dove può essere prelevata per l'irrigazione dei campi ed in particolare per le marcite.
In alcuni casi, la moltiplicazione delle risorgive in una data situazione geologica dà luogo a veri e propri "fiumi di risorgiva". Tale è il caso del fiume Sile, nella Marca Trevigiana.

## Risorgive in Italia

### In Sicilia
Le risorgive talora erano considerate dei beni preziosi dalle prime civiltà, che attorno ad esse realizzavano i nuclei principali dei loro abitati. In epoca Greca è noto l'uso dell'acqua aretusea, a Siracusa, una sorgente di acque dolci le cui origini non erano ben chiare ai Greci stessi. La sua presenza al centro dell'isola ben difendibile di Ortigia garantì sicurezza alla città anche di fronte a lunghissimi assedi.
Le risorgive situate presso Santa Maria di Licodia furono incanalate in epoca romana all'interno di una grande struttura rettangolare che costituiva il serbatoio del grandioso acquedotto romano di Catania. Questo monumentale complesso idrico, una volta dismesso, venne frazionato e sfruttato per l'irrigazione. Ancora fino agli anni 1950 qualche contadino lo chiamava la saja do' sarracinu (saia del saraceno). Le risorgive finirono per alimentare la fontana del cherubino e il vicino lavatoio pubblico. Sempre in età romana è evidente all'interno del teatro romano di Catania la presenza di una condotta atta a deviare il flusso delle risorgive del colle Montevergine affinché non ne allagassero l'orchestra. Tuttavia, non essendo più in funzione l'antico canale, oggi questa è costantemente allagata.
Tra le favare di Santa Domenica, ad Adrano, quella dei Greci è probabilmente la più antica di cui è attestato l'uso, per via delle incisioni parietali che riportano i nomi degli uomini che vi si dissetarono in età probabilmente bizantina.
Durante l'occupazione islamica della Sicilia si diffonde un tipo di agricoltura intensiva che fa largo uso di qualsiasi tipo di acqua, originata da qualsiasi tipo di sorgente, ivi compresi rudimentali, ma efficaci fontanili.
Agli inizi del XVII secolo le risorgive della Timpa della Leucatia vennero condotte sul grandioso acquedotto benedettino dei frati del monastero di San Nicolò l'Arena, affinché si provvedesse al bisogno idrico del convento e dal 1649 anche della città. La condotta alimentava anche diversi mulini, prima di giungere nella grande cisterna cui era destinata l'acqua. Verso la fine del XVIII secolo il principe Ignazio Paternò Castello fece realizzare la grande condotta sul fiume Simeto, alimentata dalle risorgive delle favare, la quale giovava ad una delle maggiori risaie di Sicilia. Per cavare l'acqua si fece ricorso a diversi fontanili.
Nell'hinterland catanese e nella stessa Catania (come ad esempio all'interno del Teatro romano) la formazione delle risorgive è dovuta alla presenza di strati impermeabili (in prevalenza argille) pressati da strati permeabili (roccia lavica). L'origine delle acque può essere pluviale o a seguito dello scioglimento delle nevi dell'Etna.
Analogamente nel territorio di Adrano, presso le forre, diverse risorgive alimentano piccoli affluenti del Simeto dette in siciliano favare. Qui sono le lave del Mongibello Antico che, pressando le argille e le marne a ridosso delle lave dei centri alcalinici basali, fanno fuoriuscire le acque di falda, probabilmente da riserve sotterranee.
Un caso anomalo è certamente costituito dalle acque della fonte Aretusa, oggi in luogo ben diverso da quello originario. La situazione del sottosuolo, in prevalenza costituito da rocce calcaree, è stato fortemente alterato dall'uomo e oggi la risorgiva segue percorsi non del tutto chiari.

### Nella Pianura Padana
La risorgiva è considerata una risorsa rurale e, sebbene l'archeologia testimoni diversamente, la storiografia antica non cita mai specificamente l'utilizzo di fontanili e risorgive per scopi agricoli. Il primo documento disponibile che riporta con certezza il termine fontanile risale infatti al 1386, ed è costituito da un atto notarile proveniente dalla zona di Segrate, oggi conservato nell'archivio dell'Ospedale Maggiore di Milano.
Si presume che i fontanili padani abbiano avuto origine solo nei primi secoli del II millennio, nell'ambito dei più ampi lavori di bonifica idraulica della pianura. In questi secoli furono effettuati i primi scavi per incanalare ed irregimentare le acque di profondità. Nelle aree più antropizzate i fontanili vanno rapidamente scomparendo: nel 1975 i fontanili attivi nella provincia di Milano erano almeno 430, con una portata media giornaliera complessiva di circa 28 m3/s, mentre nel 1995 ne erano rimasti solo 186 attivi.
Recuperi importanti di fontanili sono stati fatti in zona di Ozzero, località Cascina Selva con il recupero della testa e lo spurgo dell'asta di tre fontanili, riqualificando un ambiente naturale, già bello di suo, per la presenza di antiche marcite.
Della flora arbustiva fa parte anche il biancospino, e altri arbusti.
Ad esempio a Montorio Veronese, dove l'acqua piovana della Lessinia filtrata attraverso le rocce permeabili che la caratterizzano riaffiora, a contatto con strati impermeabili di tipo argilloso, sono presenti ben sette risorgive, che generano due laghetti e diversi fossi, dando al paese le caratteristiche di una piccola Venezia.
Nella pedemontana Trevigiana il fiume Sile nasce da varie risorgive distribuite tra Casacorba di Vedelago  e Torreselle di Piombino Dese. Vicino, il Dese nasce in località Brentanella, appena più a nord di Resana, il Marzenego nasce a Resana, il Draganziolo tra Resana e Piombino Dese e il fiume Zero tra San Marco e Campigo. 
Nella zona a nord di Castel Goffredo i fontanili sono probabilmente alimentati anche per effetto dell'infiltrazione delle acque del Garda attraverso i rilievi morenici.
Nella pianura friulana, il fenomeno delle risorgive si manifesta in una fascia continua di territorio che va da Polcenigo a Monfalcone con un'inclinazione nord-ovest sud-est, chiamata "linea delle risorgive".